# 和歌山西警察署
和歌山西警察署（わかやまにしけいさつしょ）は、和歌山県警察が管轄する警察署の一つである。識別章所属表示はWN。
県警の筆頭署であり、署長は警視正である。

## 所在地
- 和歌山市吹上1丁目6-30

## 管轄区域
- 和歌山市の一部区域

紀の川以南のうち、和歌川以西および和田川以南（紀三井寺方面。海南警察署管轄地域を除く）

## 組織
- 警務課
- 会計課
- 留置管理課
- 生活安全課
- 地域課
- 刑事第一課
- 刑事第二課
- 交通課
- 警備課

## 交番
（ ）の中は所在地
- 築地交番（和歌山市元寺町1丁目52番地）
- 和歌山市駅前交番（和歌山市東蔵前丁46番地）
- 小松原交番（和歌山市小松原通3丁目33番地）
- 高松交番（和歌山市東高松2丁目1番19号）
- 岡山丁交番（和歌山市岡山丁3番地1） - 2012年新設
- 舟津町交番（和歌山市舟津町4丁目10番地）
- 秋葉交番（和歌山市和歌浦東1丁目1番1号）
- 和歌浦交番（和歌山市和歌浦中） - 運用停止中
- 大浦交番（和歌山市西浜1159番地2）
- 雄松交番（和歌山市雄松町4丁目21番地8）
- 紀三井寺交番（和歌山市紀三井寺735番地1）

## 警備派出所、警察官連絡所
（ ）の中は所在地
- 水上警備派出所（和歌山市毛見）
- 築港警察官連絡所（和歌山市築港）

## 警備艇
- 和1 きしゅう 12m型